# 커피하우스 (드라마)
《커피하우스》는 2010년 5월 17일부터 2010년 7월 27일까지 8시 50분에 방송되었던 SBS 월화 드라마이며 시트콤도 아니고, 드라마도 아닌 어정쩡한 설정에다 후반 들어 더욱 지루해진 전개가 시청자들의 눈을 모으지 못하여 한자릿수 시청률로 기대 이하의 성적에 그쳤다.
2010년 4월 21일에 촬영을 시작하였으며, 주 촬영소는 커피 전문점인 카페베네 압구정점과 방이역점인데 《천사의 유혹》이후 8시 50분 편성된 월화 미니시리즈들이 대거 "무늬만 외주제작"(제작사가 연기자 섭외와 제작비 관리만 할 뿐 책임PD 조연출 스태프 등 대부분은 SBS 직원이었음)이었던 데 비해 해당 작품은 프리랜서 PD(표민수)가 연출을 맡았다.

## 등장 인물

### 주요 인물
- 강지환 : 이진수 역 - 젊은 시절에 연달아 베스트셀러를 터뜨린 스타 소설가
- 박시연 : 서은영 역 - 진수의 소속 출판사 대표
- 함은정 : 강승연 역 - 진수의 비서
- 정웅인 : 한지원 역 - 부잣집 아들, 진수의 선배, 은영의 옛 연인

### 승연의 가족
- 안길강 : 강진만 역 - 승연의 아버지
- 김지영 : 홍복녀 역 - 승연의 할머니
- 김민상 : 강승철 역 - 승연의 동생

### 카페 & 출판사 직원
- 박재정 : 김동욱 역 - 은영이 운영하는 북카페의 매니저
- 정수영 : 오현주 역
- 허태희 : 동민 역
- 정지아 : 고윤주 역
- 손호준 : 석호 역
- 진성 : 박영철 역

### 특별출연
- 이순재 : 은영의 할아버지 역
- 김상민 : 비행기 탑승객 역 (1회)
- 정준 : 승연의 대학 선배이자 진수의 친구 역 (1, 2회)
- 문천식 : 진수의 수의사 친구 역 (2회)
- 김혜은 : 은영의 친구 역 (3회)
- 원기준 : 박현석 역 - 은영의 맞선남, 영&김 변호사무소 소속 변호사 (11회)
- 김한석 : 승연의 라디오방송 DJ 역 (12~18회)
- 유채영 : 승연의 라디오방송 메인작가 역 (12~18회)
- 임승대 : 승연의 라디오방송 PD 역 (12~18회)
- 이정헌 : 은영과 진수의 대학 선배 역 (13회)
- 박용수 : 한종훈 역 - 지원의 아버지 (15회)

## 시청률
최저 시청률과 최고 시청률은 시청률 조사회사와 지역별로 시청률에 차이가 있을 수 있습니다.
| 2010년 | 2010년   | 2010년         | 2010년       | 2010년         | 2010년       |
| 회차   | 방송일   | TNmS 시청률    | TNmS 시청률  | AGB 시청률     | AGB 시청률   |
| 회차   | 방송일   | 대한민국(전국) | 서울(수도권) | 대한민국(전국) | 서울(수도권) |
| ------ | -------- | -------------- | ------------ | -------------- | ------------ |
| 제1회  | 5월 17일 | 8.8%           | 8.7%         | 10.1%          | 9.9%         |
| 제2회  | 5월 18일 | 8.7%           | -            | 9.8%           | 10.4%        |
| 제3회  | 5월 24일 | 8.5%           | -            | 9.0%           | 9.8%         |
| 제4회  | 5월 25일 | 7.8%           | 8.2%         | 7.0%           | -            |
| 제5회  | 5월 31일 | 9.7%           | 9.7%         | 8.9%           | -            |
| 제6회  | 6월 1일  | 9.3%           | 9.4%         | 8.6%           | 9.3%         |
| 제7회  | 6월 7일  | 8.5%           | 8.7%         | 8.1%           | -            |
| 제8회  | 6월 8일  | 8.7%           | 9.4%         | 8.3%           | -            |
| 제9회  | 6월 28일 | 6.2%           | -            | 5.9%           | -            |
| 제10회 | 6월 29일 | 5.6%           | -            | 6.0%           | -            |
| 제11회 | 7월 5일  | 8.4%           | 8.7%         | 8.0%           | 8.8%         |
| 제12회 | 7월 6일  | 8.0%           | 8.2%         | 8.0%           | 8.9%         |
| 제13회 | 7월 12일 | 8.8%           | 9.1%         | 7.9%           | -            |
| 제14회 | 7월 13일 | 10.1%          | 10.6%        | 8.0%           | 8.6%         |
| 제15회 | 7월 19일 | 8.9%           | 9.4%         | 8.1%           | -            |
| 제16회 | 7월 20일 | 9.7%           | 10.4%        | 9.7%           | -            |
| 제17회 | 7월 26일 | 8.5%           | 9.0%         | 8.2%           | 8.9%         |
| 제18회 | 7월 27일 | 8.3%           | 8.6%         | 8.4%           | 8.7%         |

## OST
| #  | 제목                                       | 작사           | 작곡              | 재생 시간 |
| -- | ------------------------------------------ | -------------- | ----------------- | --------- |
| 1. | 〈페이지원 (Part. 1)〉 (SG 워너비, 옥주현) | 조영수, 오성훈 | 조영수, 오성훈    | 3:02      |
| 2. | 〈웃을께〉 (조성모)                        | 방시혁         | 방시혁, WONDERKID | 4:32      |
| 3. | 〈난 이별을 모를래요〉 (황지현)            |                |                   | 2:58      |
| 4. | 〈페이지원 (Part. 2)〉 (옥주현, 소연)      | 조영수, 오성훈 | 조영수, 오성훈    | 3:04      |
| 5. | 〈커피하우스〉 (함은정)                    | 미끼           | 지평권            | 2:55      |
| 6. | 〈커피하우스 (Guitar Ver.) (Inst.)〉       |                |                   | 1:53      |
| 7. | 〈웃을께〉 (Inst.)                         |                |                   | 4:32      |
| 8. | 〈페이지원 (Part. 1) (Inst.)〉             |                |                   | 3:02      |

## 수상
- 2010년 SBS 연기대상 뉴스타상 함은정

## 결방 사유
- 2010년 6월 14일 ~ 6월 22일 : 월드컵 조별예선으로 인해 결방